# Merle Kilgore
Wyatt Merle Kilgore (* 9. August 1934 in Chickasha, Grady County, Oklahoma; † 6. Februar 2005 in Mexiko) war ein US-amerikanischer Komponist, Texter, Country-Sänger und Manager. Sein bekanntester Song ist Ring of Fire, den er zusammen mit June Carter schrieb und der 1963 in der Interpretation von Johnny Cash zum Welthit wurde.

## Leben
Kilgore wuchs in Shreveport, Louisiana auf und begann bereits als Kind Gitarre zu spielen. Als 14-Jähriger lernte er beim Louisiana Hayride den Countrystar Hank Williams kennen, woraus sich eine Freundschaft über drei Generationen entwickelte. Mit 16 Jahren arbeitete Kilgore als DJ beim Lokalradio in Shreveport, gleichzeitig begann er, sich als Songschreiber und Sänger zu betätigen. Im Alter von 18 Jahren schrieb er seinen ersten großen Hit More and More zusammen mit Webb Pierce, der sich damit 1954 zehn Wochen lang auf Platz 1 der amerikanischen Hitlisten halten konnte.
Nach einem erfolgreich abgeschlossenen Studium an der Louisiana Tech School und mehreren erfolglosen Singles kam Kilgore 1959 bei Starday Records unter Vertrag und schaffte 1960 mit Dear Mama seine erste eigene Hitparadenplatzierung. Der wenige Monate später erschienene Song Love Has Made You Beautiful sollte mit Platz 10 in der Billboard Hot 100 sein größter Erfolg als Sänger werden. 1959 zog Kilgore nach Nashville und schrieb hier für Johnny Horton den Song Johnny Reb, der damit Platz 10 der Billboard-Charts erreichte. 1962 folgte in Zusammenarbeit mit Claude King der Country-Klassiker Wolverton Mountain, und im gleichen Jahr komponierte Kilgore zusammen mit June Carter den Welterfolg Ring of Fire.
Die weiteren Veröffentlichungen von Kilgore waren nur mäßig erfolgreich, so dass er 1969 die Firma „Merle Kilgore Management“ gründete, die unter anderem Sänger Hank Williams Jr. managte. Er war im Vorstand der Country Music Association (CMA) tätig, zeitweise sogar als deren Vizepräsident. Kilgore versuchte sich auch als Schauspieler, beispielsweise 1966 im Steve McQueen-Western Nevada Smith sowie 1980 in der Verfilmung der Lebensgeschichte von Loretta Lynn.
1998 wurde Kilgore in die Nashville Songwriters Hall of Fame aufgenommen.
Merle Kilgore starb 2005 in einer Klinik in Mexiko an Lungenkrebs. Er wurde auf dem Friedhof Memory Gardens in Hendersonville in der Nähe von Nashville beerdigt, auf dem auch Johnny Cash und dessen Frau June Carter Cash beigesetzt wurden.